# Aboubacar M'Baye Camara
Aboubacar M'Baye Camara (Conakry, 27 dicembre 1985) è un calciatore guineano, attaccante del Milo.

## Carriera

### Club
Ha giocato nella massima serie dei campionati belga ed emiratino.

### Nazionale
Tra il 2008 e il 2009, ha giocato quattro partite con la nazionale guineana.

## Palmarès

### Individuale
- Capocannoniere della Coppa di Lega emiratina: 1

2010-2011